# Ostendorf Holding

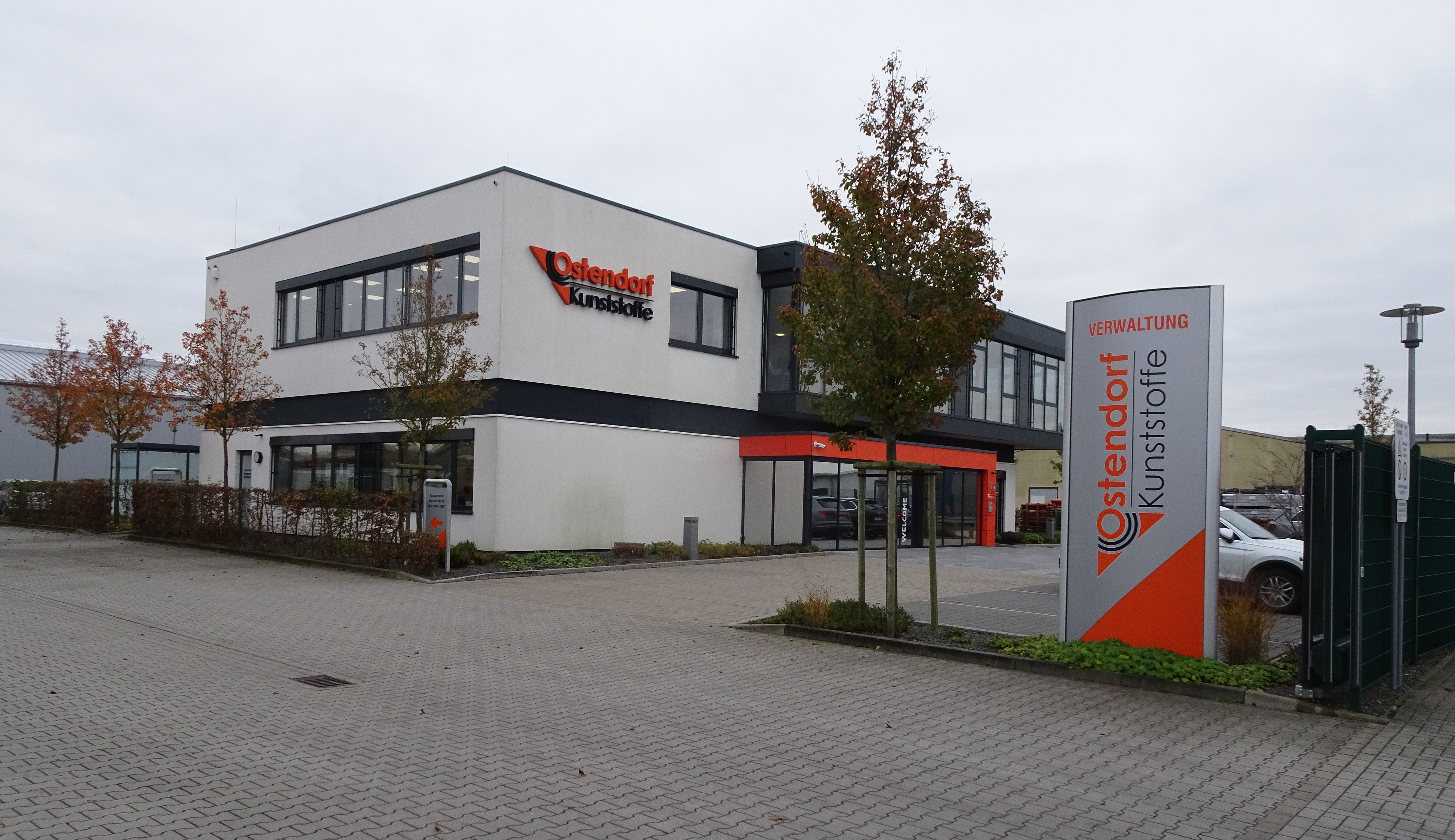
Verwaltung in Vechta

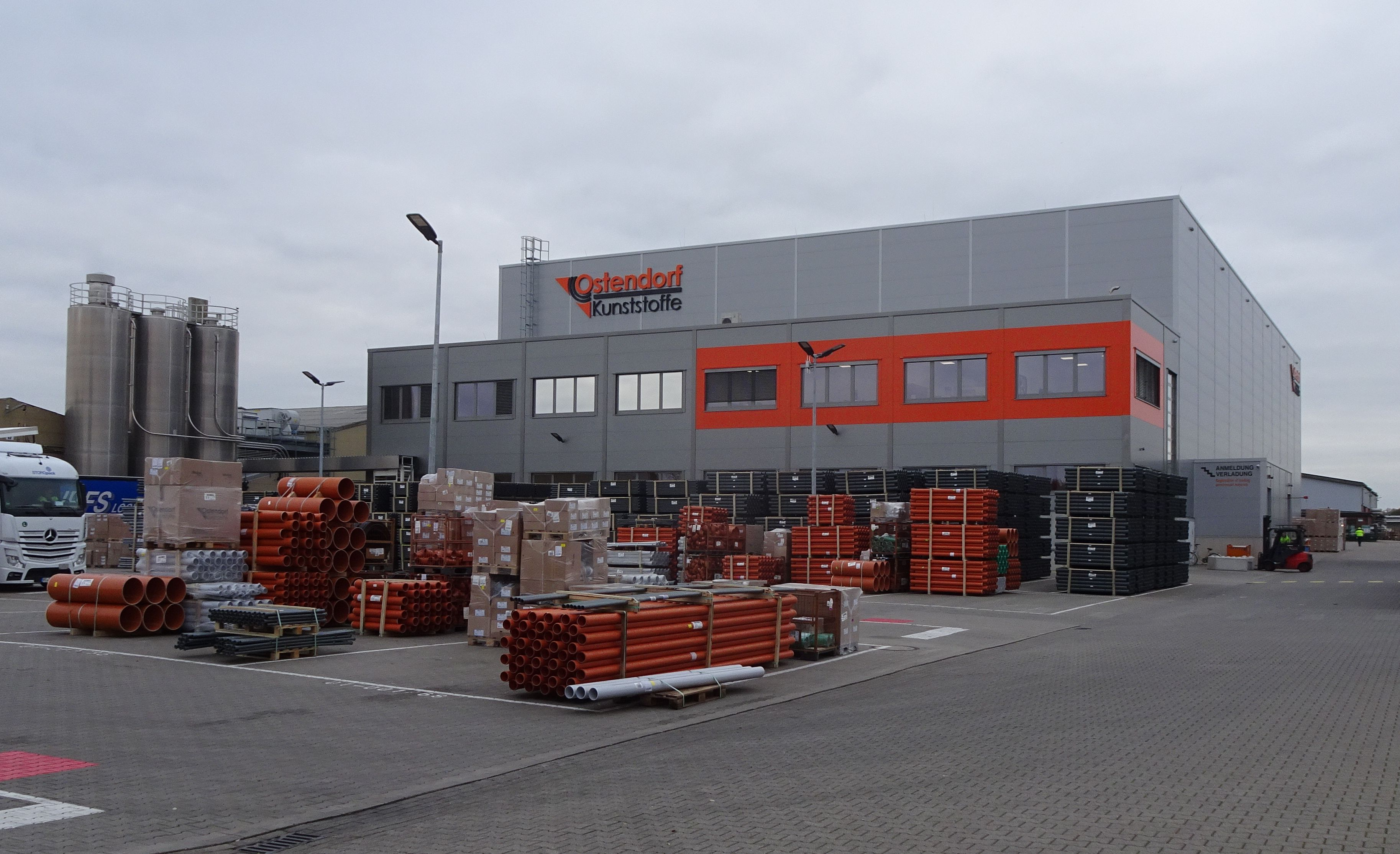
Halle in Vechta

Die Ostendorf Holding GmbH & Co. KG mit Sitz in Vechta ist die Holding der Ostendorf-Gruppe, einem Hersteller von Kunststoffrohren, insbesondere für Abwasserleitungen. Hergestellt werden insbesondere HT-Rohre, Skolan-Rohre, PVC-Rohre, sowie KG- und KG2000-Rohre.

## Geschichte
Franz Ostendorf gründete 1948 ein Torfwerk in Vechta. Im Jahre 1973 begannen seine Söhne Heinrich und Norbert mit der Produktion von Kunststoffrohren. Unter dem Namen Uponor Hausabflusstechnik GmbH wurde 1989 in Emstek bei Cloppenburg ein Hersteller von Abflussrohren gegründet. Dieser wurde später von Ostendorf übernommen und hieß ab dem 1. Januar 2002 Magnaplast Abflußtechnik GmbH. Zum 19. Februar 2009 wurde der Name auf Magnaplast GmbH verkürzt.
Im Jahre 1994 gründete Ostendorf gemeinsam mit der tschechischen Firma Mazeta ein 50:50 Joint Venture zur Produktion von Kunststoffrohren in Tschechien. Der Firmenname OSMA ist ein Akronym aus den Namen der beiden Gesellschafter OStendorf und MAzeta. Der 50 % Anteil von Mazeta wurde im Jahr 2000 von Ostendorf übernommen. Die Ostendorf - OSMA s.r.o. sieht sich heute als Marktführer in Tschechien.
Im Frühjahr 2021 wurden im Rahmen eines Asset Deals Teile der Simplex AG im schweizerischen Beringen von der neu gegründeten Ostendorf Simplex GmbH übernommen. 20 Mitarbeiter produzieren dort Kabelschutzrohre und realisieren einen Umsatz von ca. 10 Mio. Euro.
Im Dezember 2022 wurde mitgeteilt, dass Ostendorf den spanischen Rohrhersteller Crearplast übernehmen wird. Die 50 Mitarbeiter realisieren einen Umsatz von 18 Mio. Euro. Die Marke Crearplast soll erhalten bleiben.

## Gesellschafterstruktur
(Stand: 18. November 2022)
- Barbara Möllers 23,5 %
- Heinrich Christian Ostendorf 23,5 %
- Ludger Ostendorf 23,5 %
- Norbert Ostendorf 29,5 %

## Verbundene Unternehmen
Zu 100 % im Besitz der Gruppe sind folgende Gesellschaften:
- Gebr. Ostendorf Kunststoffe GmbH,	Vechta
- Gebr. Ostendorf Kunststoffe Beteiligungs-GmbH, Vechta
- Ostendorf – OSMA s.r.o., Tschechien
- Magnaplast GmbH, Emstek
- Magnaplast Sp. z o.o., Polen
- Pipes Iberia Holding GmbH, Vechta
- Ostendorf Simplex GmbH, Schweiz

Die vorgenannten Gesellschaften bilden den Konzernabschluss der Ostendorf Holding GmbH & Co. KG. Hinzu kommt als „assoziiertes Unternehmen“ die OOO Ostendorf RUS, an der eine Beteiligung von 50 % besteht und die anteilig einbezogen wird.

## Schwesterunternehmen
Es gibt mehrere Unternehmen, die nicht zur Ostendorf Holding gehören, an denen jedoch die Gesellschafter der Ostendorf Holding beteiligt sind:
- SL Recycling GmbH, Bakum – SL Recycling ist ein Recyclingunternehmen, das Regranulate herstellt. Im Dezember 2020 wurde ein neu gebautes Werk in Bakum bezogen.[3]
- Wela-Plast GmbH, Goldenstedt – Die WELA-Plast wurde 1991 gegründet und produziert mit 50 Mitarbeitern 25.000 t Regranulate pro Jahr. Anfang 2020 wurde Wela-Plast von denselben Gesellschaftern übernommen, die auch SL Recycling gegründet haben.[4]
- M.O.L. Gummiverarbeitung GmbH & Co. KG, Vechta - MOL produziert Gummidichtungen und Elastomer-Profile. Die Gummidichtungen werden beispielsweise auch in den Kanalrohren von Ostendorf verwendet. 227 Mitarbeiter haben 2021 einen Umsatz von 70,6 Mio. Euro realisiert. Die Buchstaben MOL stehen für die Nachnamen der Gründungsgesellschafter Siegfried Meyer/Heinrich und Norbert Ostendorf/Gregor Lüers. Gesellschafter heute (Stand: Nov. 2023) sind Elisabeth Bünkers ca. 13,1 %, Lutec (Lüers) ca. 16 %, Barbara Möllers ca. 13,1 %, Heinrich Christian Ostendorf ca. 2,6 %, Ludger Ostendorf ca. 13,1 % und Norbert Ostendorf ca. 42 %.

Die Ostendorf Holding, Wela-Plast, SL Recycling und MOL haben identische bzw. teilidentische Gesellschafter, sind untereinander gesellschaftsrechtlich jedoch nicht verbunden. Insofern handelt es sich um Schwesterunternehmen.